# Pháo đài Przemyśl
Pháo đài Przemyśl (tiếng Ba Lan: Twierdza Przemyśl; tiếng Ukraina: Перемишльська фортеця) là một loạt các công sự được xây dựng tại Przemyśl bởi Đế quốc Áo-Hung từ giữa thế kỷ 19 cho đến Thế chiến thứ nhất. Nó được xây dựng theo từng phần, tùy thuộc vào mối quan hệ ngoại giao giữa Áo và Đế quốc Nga, và chứng kiến cuộc chiến đấu rộng khắp trong Thế chiến I. Sau khi Quân đội Nga chiếm giữ, nó đã bị Quân đội Đức chiếm lại vào giữa năm 1915. Sau đó các công sự bị hủy hoại mất đi ý nghĩa quân sự trước đó.

## Lịch sử

### Xây dựng

Bố trí pháo đài

Các kế hoạch xây dựng ban đầu cho 41 vị trí cố thủ đã được soạn thảo vào đầu thế kỷ 19. Tuy nhiên, mối quan hệ tốt đẹp giữa Áo và Đế quốc Nga có nghĩa là việc xây dựng pháo đài đã không cần phải thực hiện cho đến năm 1854 với sự bùng nổ của Chiến tranh Crimea. 19 trong số 41 vị trí cố thủ đã được hoàn thành, với chín cái nữa đang được xây dựng khi mối quan hệ được cải thiện vào năm 1855 và việc xây dựng bị dừng lại. Cho đến năm 1878, không có việc xây dựng nào được thực hiện trên pháo đài.

### Thế Chiến thứ nhất
Khi Chiến tranh thế giới thứ nhất bùng nổ, pháo đài được đóng quân bởi một lực lượng nhỏ gồm năm tiểu đoàn bộ binh, pháo binh và công binh. Vũ trang quốc phòng bắt đầu vào ngày 2 tháng 8 năm 1914, thường dân được sơ tán vào ngày 4 tháng 9 và Bộ chỉ huy của Quân đội Áo-Hung theo sau vào ngày 15 tháng 9. Hai ngày sau, vào ngày 17 tháng 9 năm 1914, quân đội Nga đã bao vây pháo đài, nó bị phong tỏa hoàn toàn vào ngày 26 tháng 9.

## Hình ảnh

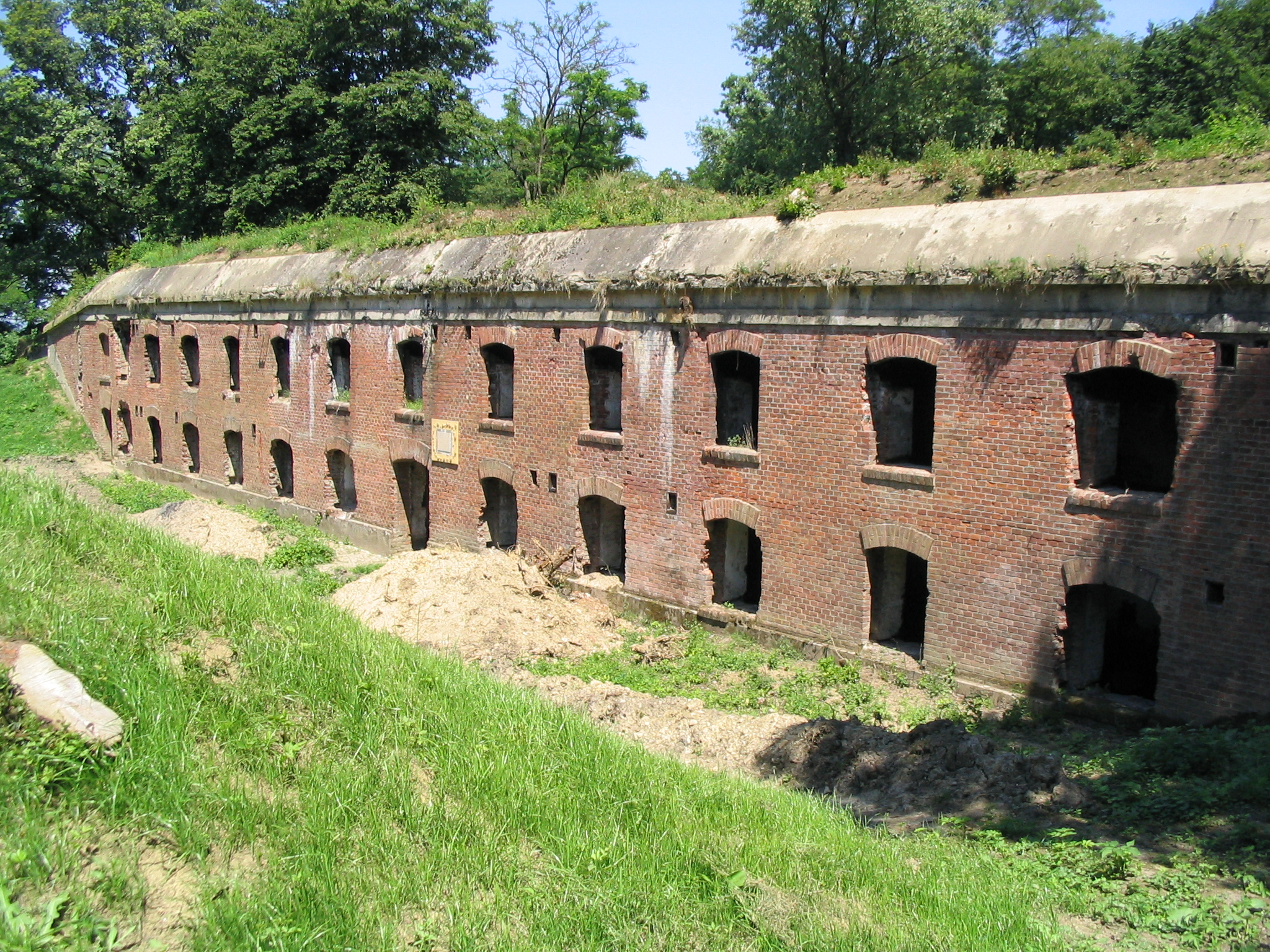
Tòa nhà doanh trại ngày nay
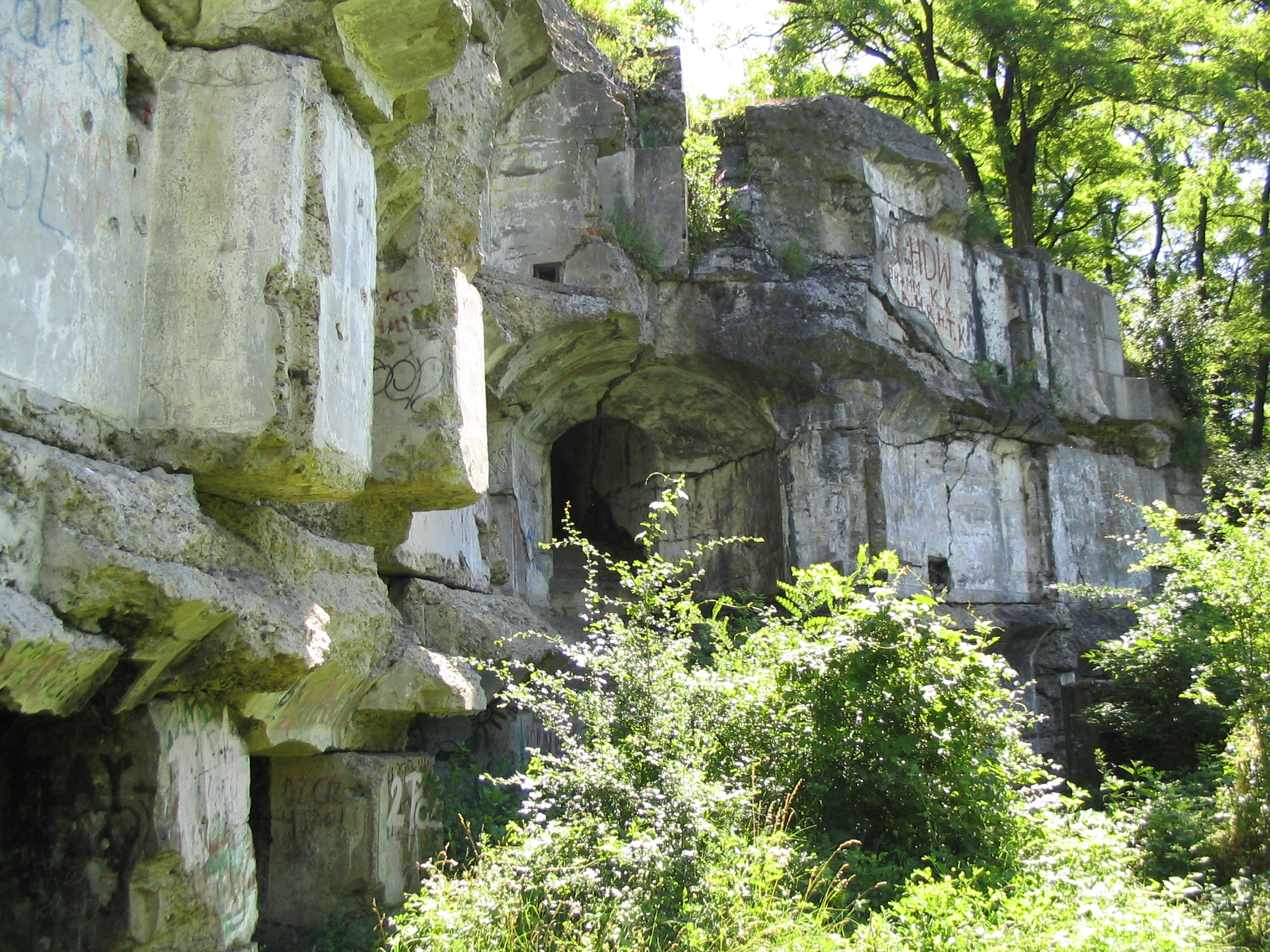
Tường thành
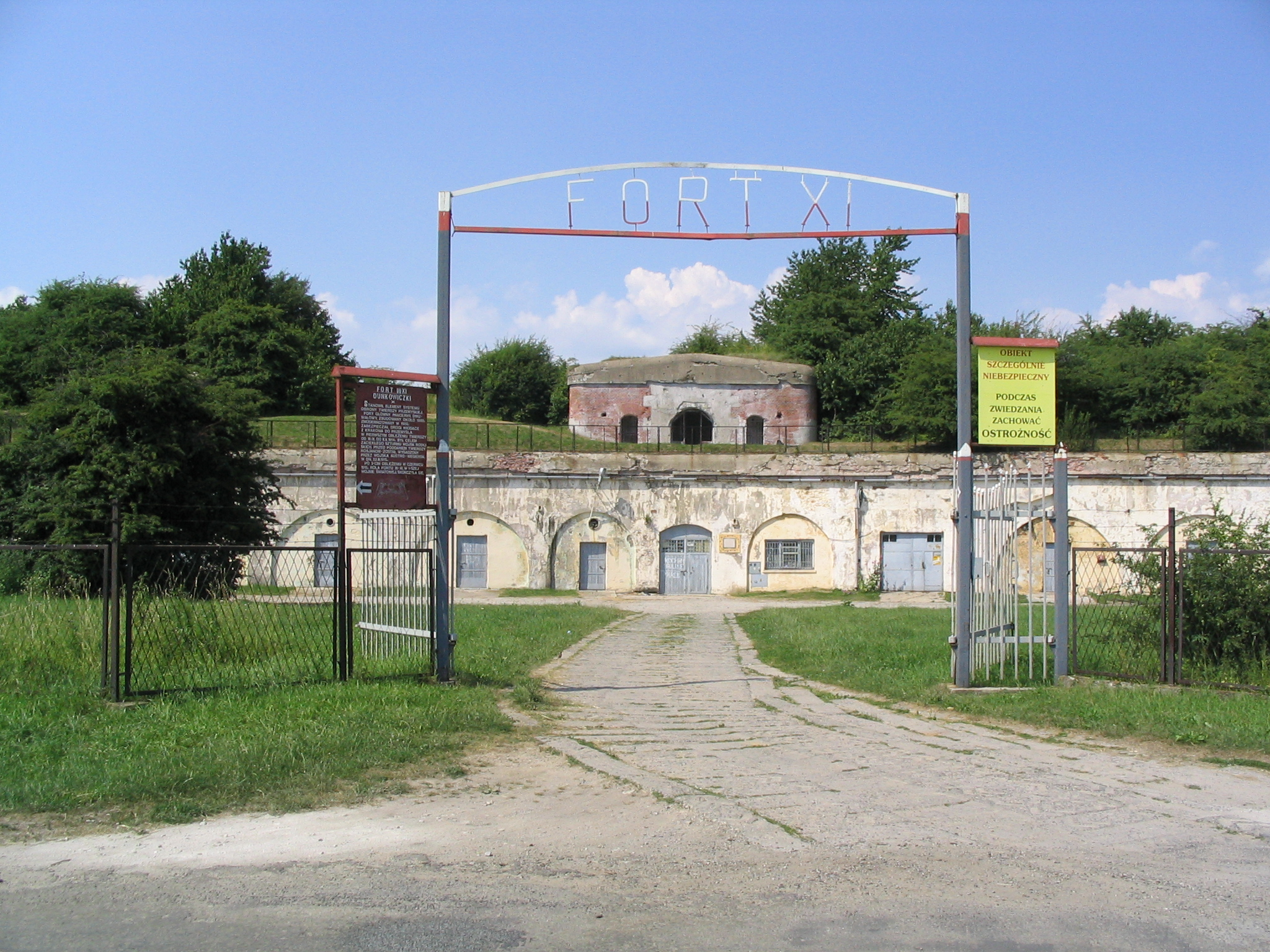
Lối vào một trong những công sự bên ngoài
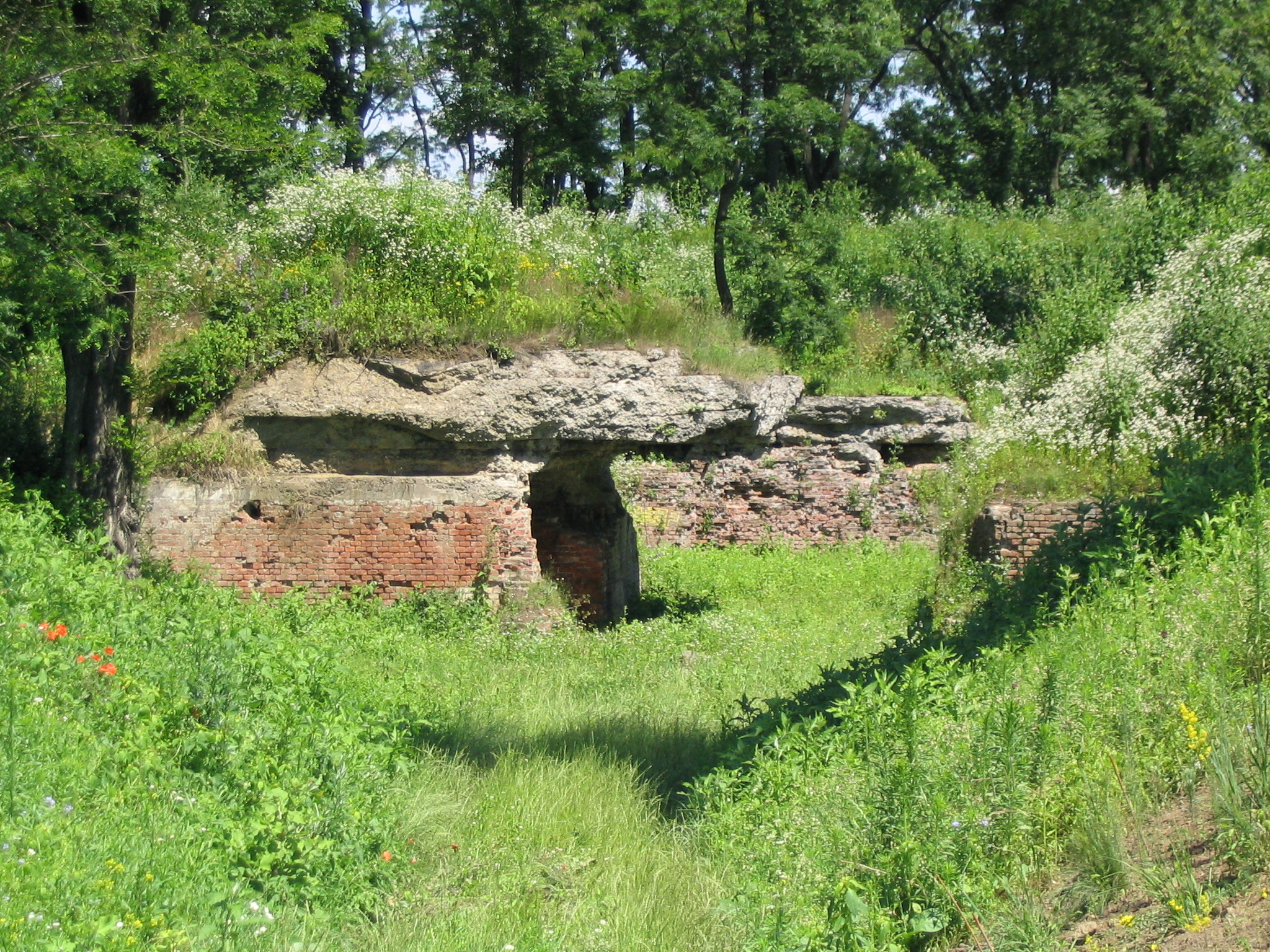
Một pháo đài bên ngoài
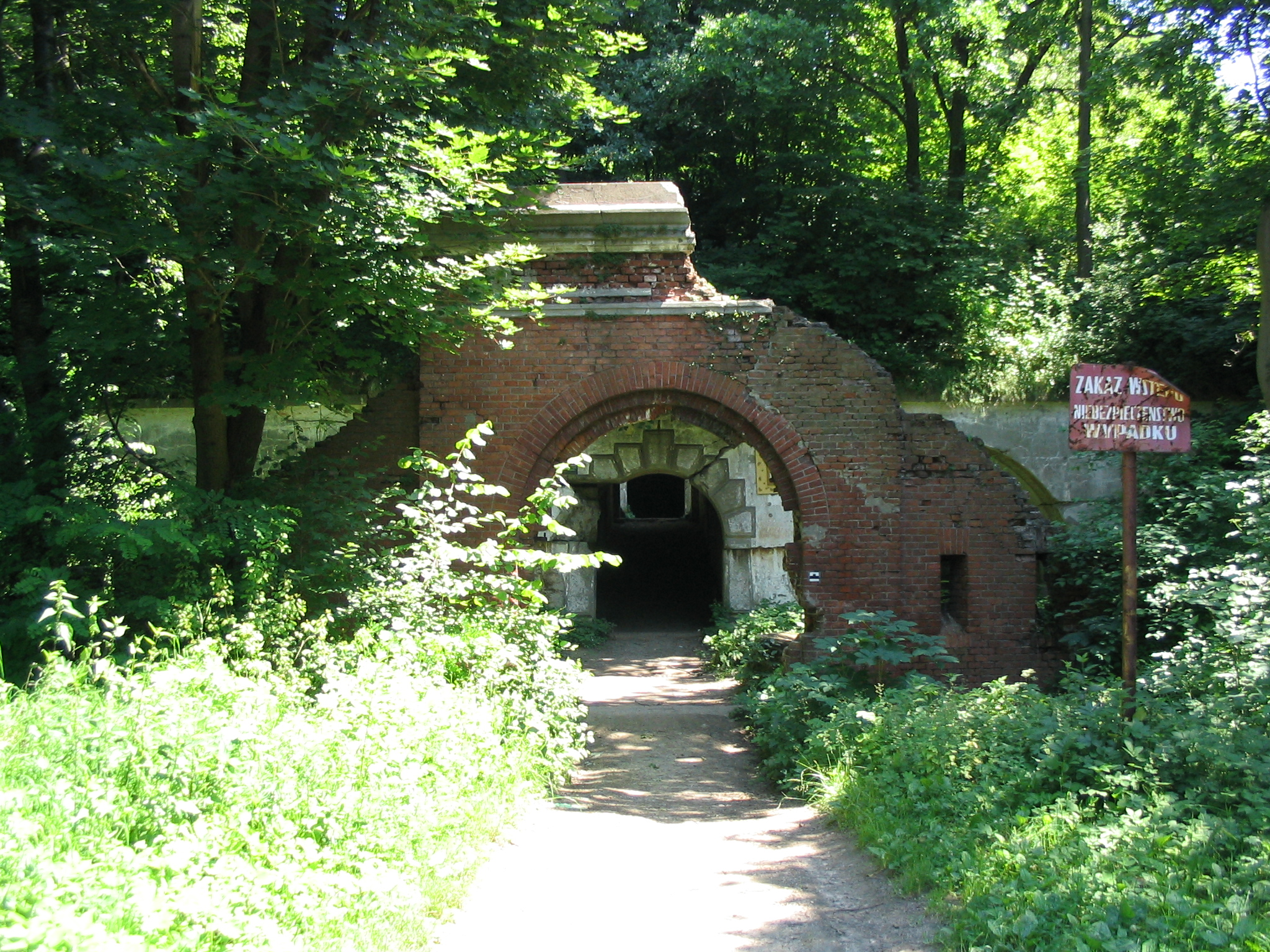
Một lối vào pháo đài bên ngoài
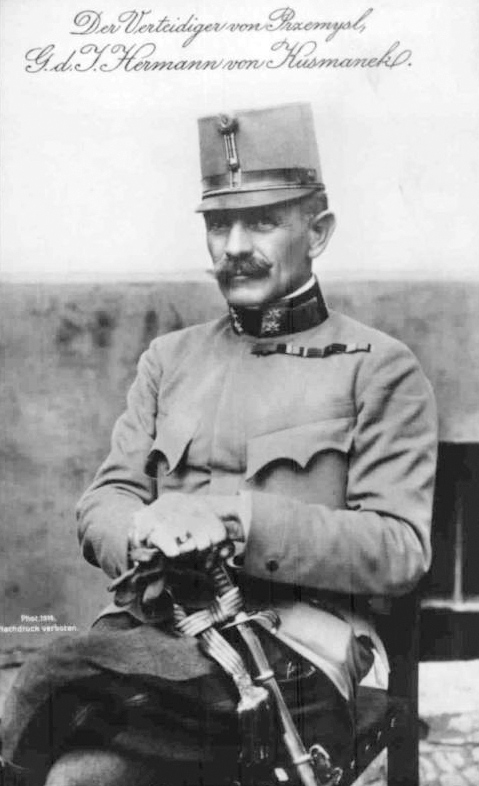
Herman Kusmanek, chỉ huy của pháo đài Áo